# Canton de Luynes
Pour les articles homonymes, voir Luynes.
Le canton de Luynes est un ancien canton français situé dans le département d'Indre-et-Loire et la région Centre, supprimé par le redécoupage cantonal de 2014.

## Composition
Au 1er janvier 2014, le canton de Luynes regroupait les communes suivantes :
|                            | Population municipale en 2009 | Superficie | Densité       | Part Population cantonale | Part Superficie Cantonale |  |
| -------------------------- | ----------------------------- | ---------- | ------------- | ------------------------- | ------------------------- |  |
| Fondettes                  | 10 466                        | 32,08 km²  | 326,2 hab/km² | 48 %                      | 31 %                      |  |
| Luynes                     | 5 025                         | 34,01 km²  | 147,8         | 23 %                      | 33 %                      |  |
| La Membrolle-sur-Choisille | 3 016                         | 6,87 km²   | 439,0         | 14 %                      | 7 %                       |  |
| Mettray                    | 2 091                         | 10,34 km²  | 202,2         | 10 %                      | 10 %                      |  |
| Saint-Étienne-de-Chigny    | 1 398                         | 21,11 km²  | 66,2          | 6 %                       | 20 %                      |  |

Le canton dans sa forme actuelle date de 1985

## Élections
Résultats 2004 - 1er tour :
| Candidat             | Nuance           | Voix | % exprimés |
| -------------------- | ---------------- | ---- | ---------- |
| M. Michel PASQUIER   | U.M.P            | 3244 | 34,88 %    |
| M. Joseph MASBERNAT  | Parti Socialiste | 3621 | 38,94 %    |
| M. Etienne CHERBLANC | EXG              | 252  | 2,71 %     |
| M. J.Jacques ROUET   | EXG              | 251  | 2,70 %     |
| M. Mathieu DECHAMPS  | Front National   | 933  | 10,03 %    |
| M. Michel PINEAU     | parti Communiste | 177  | 1,90 %     |
| M. Alexandre BERTREL | Verts            | 822  | 8,84 %     |

Résultats 2004 - 2e tour :
| Candidat            | Nuance           | Voix | % exprimés | Statut |
| ------------------- | ---------------- | ---- | ---------- | ------ |
| M. Joseph MASBERNAT | Parti Socialiste | 5127 | 53,23 %    | Élu    |
| M. Michel PASQUIER  | U.M.P            | 4505 | 46,77 %    |        |

Résultats 2011 - 1er tour :
| Candidat          | Nuance                             | % exprimés |
| ----------------- | ---------------------------------- | ---------- |
| Bertrand Ritouret | U.M.P                              | 33,24 %    |
| Adrien Didé       | Front National                     | 14,38 %    |
| Robert Bryche     | Divers Eco                         | 2,29 %     |
| Michel Guibert    | Front de Gauche                    | 4,18 %     |
| Joël Ageorges     | Divers Gauche                      | 22,65 %    |
| Bernadette Lassus | Europe Écologie / Parti Socialiste | 15,65 %    |
| Philippe Lacroix  | Modem                              | 7,66 %     |

Résultats 2011 - 2e tour :
| Candidat          | Nuance        | % exprimés | Statut |
| ----------------- | ------------- | ---------- | ------ |
| Joël Ageorges     | Divers Gauche | 50,27 %    | Élu    |
| Bertrand Ritouret | U.M.P         | 49,73 %    |        |

## Histoire
Le canton dans sa forme actuelle date de 1985. Il a connu quelques évolutions depuis sa création en 1790.
| Communes et lieux-dits du canton de LUYNES à sa création en 1790 |
| ---------------------------------------------------------------- |
| Luynes                                                           |
| Semblançay + Le Serrain                                          |
| Charentilly                                                      |
| Pernay                                                           |
| Fondettes + Vallières                                            |
| Saint-Roch                                                       |
| Saint-Étienne-de-Chigny                                          |
| Mettray relevait du canton de TOURS                              |

Mettray, en 1790 relevait du canton de TOURS. 
La commune de La Membrolle-sur-Choisille a été créée en 1873 en se détachant de Mettray.
Les communes de Fondettes et de Vallières ont été regroupées en 1805.
Actuellement, les communes de Semblançay, Charentilly, Saint-Roch font partie du canton de Neuillé-pont-pierre

### Représentation
| Période | Période      | Identité         | Étiquette   | Qualité                                              |
| ------- | ------------ | ---------------- | ----------- | ---------------------------------------------------- |
| 1985    | 1993 (décès) | Jean Roux        | RPR         | Professeur Maire de Fondettes (1971-1993)            |
| 1993    | 1998         | Jean-Paul Leduc  | UDF         | Comptable Maire de Fondettes (1993-1995)             |
| 1998    | 2011         | Joseph Masbernat | PS          | Médecin généraliste Maire de Fondettes (1995-2001)   |
| 2011    | 2015         | Joël Ageorges    | DVG (ex-PS) | Professeur Adjoint au maire de Fondettes (2008-2014) |

## Démographie
| 1990   | 1999   | 2006   | 2011   | 2012   |
| ------ | ------ | ------ | ------ | ------ |
| 17 177 | 19 700 | 21 173 | 22 145 | 22 055 |

## Réforme territoriale
Les communes de Fondettes, Luynes, La-Membrolle-sur-Choisille, Saint-Étienne-de-Chigny forment avec la commune de Saint-Cyr-sur-Loire le nouveau canton de Saint-Cyr-sur-Loire.
La commune de Mettray, quant à elle, est rattachée au canton de Vouvray.

### Sources
1. ↑  Structure de la population du canton de 1968 à l'année de la dernière population légale connue
2. ↑  Fiches Insee - Populations légales du canton pour les années 2006, 2011, 2012